# Dorota Radomska (śpiewaczka operowa)
Dorota Radomska (ur. 9 kwietnia 1967 w Warszawie) – polska śpiewaczka operowa (sopran) i wykładowczyni akademicka.
Absolwentka Wydziału Wokalno-Aktorskiego Akademii Muzycznej im. Fryderyka Chopina w klasie śpiewu prof. Haliny Słonickiej (dyplom z wyróżnieniem w 1992). Doktor habilitowana – od 2005 jest wykładowcą w Uniwersytecie Muzycznym Fryderyka Chopina.
Laureatka konkursów wokalnych, m.in.: I nagroda w Konkursie im. Stanisława Moniuszki w Kudowie w 1987, I nagroda w Międzynarodowym Konkursie im. Vincenzo Belliniego w Caltanisetta (Włochy) w 1991, nagroda specjalna w Konkursie Operowym im. Francisco Viniasa w Barcelonie w 1991, X nagroda Międzynarodowego Konkursu Wokalnego im. Królowej Elżbiety Belgijskiej w Brukseli w 1992.
Solistka Teatru Wielkiego w Warszawie. Śpiewała również m.in. w Staatstheater w Hannowerze, Theatre Municipal w Luksemburgu, National Opera w Atenach i Filharmonii Berlińskiej. Jej ważniejsze partie operowe to:
- Violetta w Traviacie Giuseppe Verdiego
- Rozyna w Cyruliku Sewilskim Gioacchino Rossiniego
- Gilda w Rigoletcie Giuseppe Verdiego
- Donna Anna w Don Giovannim Wolfganga Amadeusa Mozarta
- Hanna w Strasznym Dworze Stanisława Moniuszki
- Norma w Normie Vincenzo Belliniego
- Micaela w Carmen Georges’a Bizeta
- Małgorzata w Fauście Charles’a Gounoda
- Mimi w Cyganerii Giacomo Pucciniego
- Rosamunda w Królu Ubu Krzysztofa Pendereckiego
- Elwira w Ernani Giuseppe Verdiego